# La Tagnière
La Tagnière település Franciaországban, Saône-et-Loire megyében. Lakosainak száma 207 fő (2022. január 1.). La Tagnière Étang-sur-Arroux, La Chapelle-sous-Uchon, Charmoy, Dettey, Saint-Eugène, Saint-Nizier-sur-Arroux és Uchon községekkel határos.

## Népesség
A település népességének változása:
| Lakosok száma | 241  | 238  | 237  | 230  | 222  | 215  | 212  | 210  | 207  |
|               | 2013 | 2015 | 2016 | 2017 | 2018 | 2019 | 2020 | 2021 | 2022 |